# 奥斯特采尔
奥斯特采尔是德国巴伐利亚州的一个市镇。总面积10.80平方公里，总人口656人，其中男性352人，女性304人（2011年12月31日），人口密度61人/平方公里。